# Issenheim
Issenheim é uma comuna francesa na região administrativa de Grande Leste, no departamento Alto Reno. Estende-se por uma área de 8,18 km². Em 2010 a comuna tinha 3 459 habitantes (densidade: 422,9 hab./km²).